# Tricentrogyna vinacea
Tricentrogyna vinacea är en fjärilsart som beskrevs av Butler 1878. Tricentrogyna vinacea ingår i släktet Tricentrogyna och familjen mätare. Inga underarter finns listade i Catalogue of Life.